# 黄暁飛
黄 暁飛（こう ぎょうひ、Huang Xiaofei）は、中国の作曲家、指揮者。

## 経歴
中央音楽学院卒業後、湖北省歌舞団で作曲と指揮を担当し、中国電影楽団や東方歌舞団でも客演指揮をした。1992年に中国音楽学院の教授に就任した。
1994年に台湾の中国文化大学の客員教授に招かれ、また同年より高雄市実験国楽団（現在の高雄市国楽団）で客演指揮をするようになった。さらに2002年から2003年まで国立台南芸術学院（現在の国立台南芸術大学）の客員教授を務めた。

## 作品

### 管弦楽曲
- 青年ピアノ協奏曲（劉詩昆・孫亦林・潘一鳴と共作）

### 中国民族管弦楽曲
- 板胡協奏曲『白毛女叙事曲』
- 紅色娘子軍組曲
- 二胡協奏曲『愛河の春』
- 車鼓ロンド
- 馬頭琴協奏曲『草原風情』（丁魯峰と共作）
- 馬頭琴協奏曲『憶』（丁魯峰と共作）
- 沙家浜選段

### 室内楽曲
- 筝二重奏曲『大紅棗の歌』
- 筝二重奏曲『打虎上山』